# Panografía

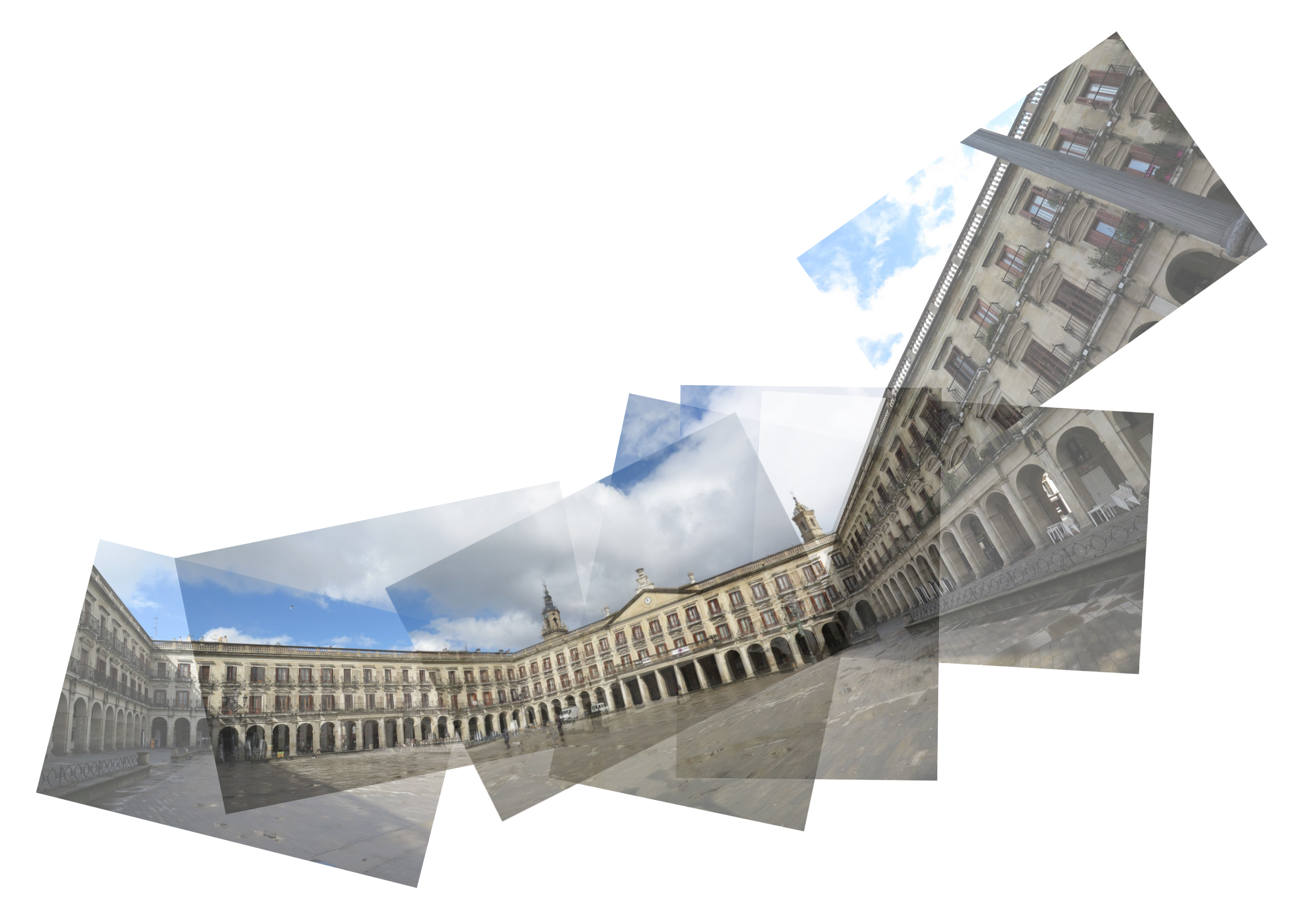
Panografía de la Plaza España de la ciudad de Vitoria realizada a partir de varias imágenes

Panografía es el nombre que recibe una técnica fotográfica que consiste en componer una imagen más amplia a partir de otras más pequeñas superpuestas, creando realmente un fotomontaje. Gracias a esta técnica podemos obtener una toma de un gran ángulo sin necesidad de utilizar un objetivo angular o gran angular, sino por medio de objetivos de distancia focal normal, e incluso de teleobjetivos. 
Se considera uno de los principales precursores de esta técnica al artista inglés David Hockney, que en la década de los 80 del siglo XX para retratar una escena realizaba multitud de fotografías polaroid que finalmente unía en una composición que resultaba como una especie de puzle. A esta técnica él simplemente la llamaba "foto collage". Posteriormente otros artistas de distintos ámbitos han usado esta técnica, algunos ya en la era digital, tanto desde una intención creativa, sólo más documental o una mezcla de ambas. Este último ha sido el caso de algunos arquitectos, como el barcelonés Enric Miralles.

## Técnica
La creación de una panografía tiene cierta relación con la composición de imágenes panorámicas (y puede ser uno de sus fines), y de ahí viene la primera parte del término, pano, si bien en este caso las imágenes no se quieren fusionar generando una imagen final limpia, un todo perfecto. Muy al contrario, en el caso de las panografías cada una de las fotografías componentes puede identificarse con claridad de un modo completo e independiente en la obra final, aunque no case perfectamente. El efecto deseado es de mosaico irregular e imperfecto pero que sí retrata un lugar de modo reconocible al mismo tiempo que consigue una imagen chocante.

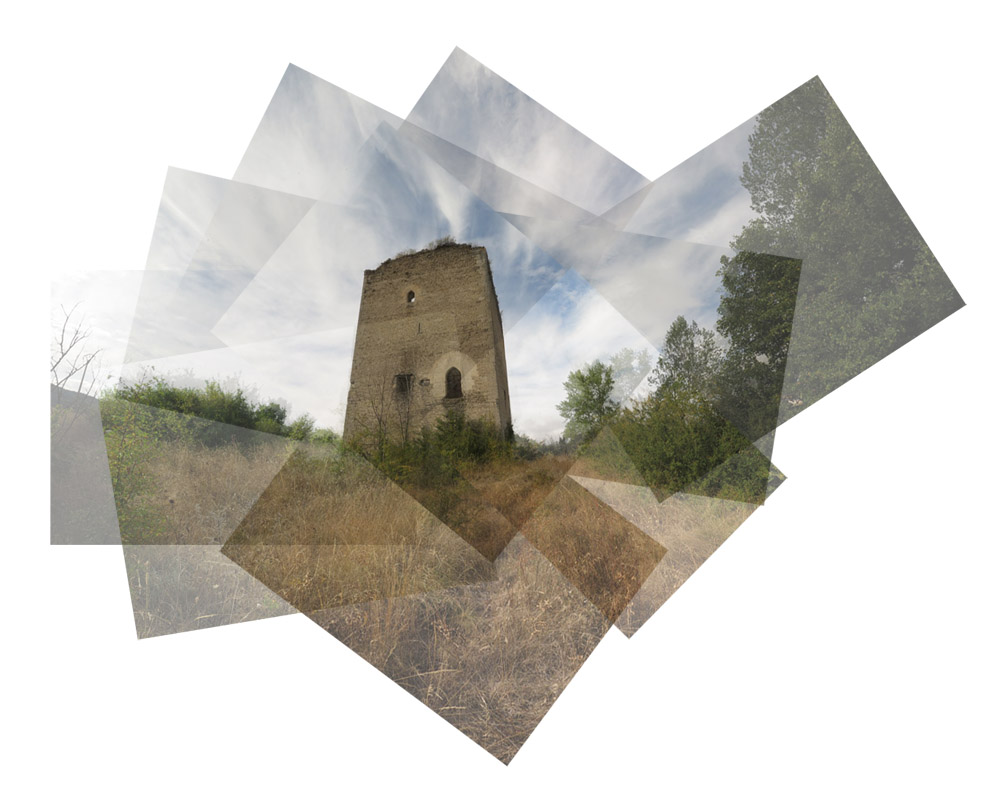
Panografía hecha en forma de abanico de un torreón medieval (Berberana, provincia de Burgos)

Mediante una panografía podemos componer una panorámica algo imperfecta, pero también podemos usar la técnica para imágenes que corresponden a una toma normal, pero a la que simplemente deseamos dar este aire de mosaico o de puzle. 
Para realizar una panografía en un ordenador es necesario usar un programa de retoque fotográfico, como Gimp o Photoshop, por ejemplo, y trabajar con cada imagen independientemente como una capa, ajustando la opacidad de cada una de estas. Esto da una mayor o menor transparencia dependiendo de sí en una zona se superponen más o menos imágenes. Para casar cada capa en su lugar se mueven y/o rotan, pero sin deformaciones ni cambios de perspectiva.

## Origen

### Fotografía analógica
En la década de los 80 David Hockney ya publicó sus primeras panografías, si bien él no usó ese término, primero a base de copias hechas con una cámara Polaroid y posteriormente a partir de imágenes en paso universal (35 mm). Los motivos de las mismas eran escenas y localizaciones de su vida diaria (habitaciones, retratos, etc.)..

### Fotografía digital
Hoy en día las panografías se componen comúnmente mediante programas de tratamiento fotográfico como Gimp o Photoshop, entre otros. ..

## Nacimiento del término
El término panografía, que se ha ido extendiendo para este tipo de composiciones fotográficas, fue usado inicialmente por la fotógrafa alemana Mareen Fischinger en el año 2006, que unió las palabras alemanas Panorama y Grafik.